# Luis Fernando Camacho
Luis Fernando Camacho Vaca (Santa Cruz de la Sierra, 15 de febrero de 1979) es un empresario, abogado y político boliviano. Fue gobernador del departamento de Santa Cruz entre mayo de 2021 y enero del 2024. Al ser uno de las principales figuras de la crisis política en Bolivia de 2019, se encuentra detenido desde diciembre de 2022, acusado de varios delitos por parte la fiscalía boliviana, entre ellos, "financiamiento del terrorismo, cohecho activo, sedición de tropas, instigación pública a delinquir y asociación delictuosa".

## Biografía
Nació el 15 de febrero de 1979 en la ciudad de Santa Cruz de la Sierra. Desciende de emigrantes del departamento de Cochabamba, es hijo del empresario cruceño José Luis Camacho Parada (nacido en 1945), quien anteriormente ya había presidido el Comité Cívico de Santa Cruz desde 1981 hasta 1983. Su padre ingresó también a la dirigencia empresarial llegando a convertirse inclusive en el presidente de la Federación de Empresarios Privados de Santa Cruz desde 1992 hasta 1994.
Luis Fernando Camacho ingresó a la carrera de derecho de la Universidad Privada de Santa Cruz de la Sierra (UPSA), titulándose como abogado de profesión en 2003. Realizó estudios de postgrado en la Universidad de Barcelona en España, obteniendo una maestría en Derecho Financiero y Derecho Tributario en 2005.
Al regresar a Bolivia, Camacho se desempeñó como profesor en la Universidad Privada de Santa Cruz de la Sierra, impartiendo cursos sobre derecho corporativo de 2005 a 2017 y derecho financiero y tributario de 2006 a 2015. También pasó períodos más cortos de un año como profesor de derecho económico de 2006 a 2007 y derecho económico de 2007 a 2008, también en la UPSA.

### Actividad empresarial
Durante su vida laboral, fue auxiliar del Juzgado Primero de Partido en lo Civil y Comercial de Santa Cruz, también fue Oficial de Diligencias del Juzgado Tercero de Partido de Familia de Santa Cruz. Actualmente es director de la firma de abogados «Corporación Jurídica». Incursionó en el ámbito empresarial, junto a su familia, siendo asesor jurídico y a la vez accionista del Grupo Empresarial de Inversiones Nacional Vida S.A. entre 2009 y 2015.

### Vida personal
Antes de pasar a la fama pública en 2019, Camacho ya había tenido anteriormente 2 parejas de las cuales se había separado pero cabe mencionar que en esas pasadas relaciones llegó a tener 3 hijos: María Fernanda Camacho (nacida en 1997), Luis Fernando Camacho (nacido en 1999) y José Luis Camacho (nacido en 2009). 
Siendo ya presidente del Comité Cívico Pro Santa Cruz y a sus 40 años de edad, decide por tercera vez contraer matrimonio con su nueva pareja Gabriela Antelo Miranda (nacida en 1981) quien se desempeñaba como una relacionadora pública con la que había empezado a salir desde principios del año 2019. Pero no pasaría mucho tiempo cuando en junio de 2020 y sin siquiera cumplir un año de casado, Camacho decide nuevamente divorciarse de su esposa Antelo después de un escándalo mediático de violencia intrafamiliar en los medios de comunicación.
Posteriormente ese mismo año de 2020, Camacho hace pública su nueva relación pero esta vez con la reina del Carnaval Cruceño 2019 y modelo Fátima Jordán Bravo, la cual es una odontóloga (nacida en 1992) siendo 13 años menor que Camacho.

## Carrera política
En el año 2002, Camacho ingresó en el partido político del Movimiento Nacionalista Revolucionario (MNR) de Santa Cruz de la Sierra, siendo esta su primera incursión en la política. Camacho se convirtió a los 23 años en el vicepresidente de la organización cívica Unión Juvenil Cruceñista (UJC) permaneciendo en el cargo de 2002 hasta 2004. Entre 2008 y 2009, esta organización sería señalada por la Federación Internacional por los Derechos Humanos como grupo paramilitar.
Desde 2004, Camacho se retiró por un tiempo del activismo y político regresando casi una década después ocupando de 2013 a 2015 el cargo de secretario general de los "Comités Cívicos Provinciales de la Cruceñidad". En 2015, Camacho ingresó al "Comité Cívico Pro Santa Cruz", ocupando el cargo de segundo vicepresidente de dicha agrupación hasta 2017. Ese mismo año, Camacho asume esta vez el cargo de primer vicepresidente del Comité Cívico hasta 2019. En febrero de 2019, entre acusaciones de presiones y arreglos para que votaran por él, fue elegido y posesionado como nuevo presidente del Comité Cívico de Santa Cruz para el periodo 2019-2021, en reemplazo del expresidente Fernando Cuéllar Núñez.

### Protestas de 2019
Fue uno de los principales artífices de las protestas de noviembre de 2019 que estallaron en Bolivia, tras las elecciones bolivianas de 2019. Hizo un llamado a las fuerzas de seguridad para que se unan a la oposición. Camacho intentó presentarse como el líder de la oposición antigubernamental, aunque en realidad esta oposición incluía una amplia gama de grupos sociales que expresaban agravios con el oficialismo de Morales y desconfianza en el proceso electoral.
Después de que el presidente Evo Morales huyera a Cochabamba, Camacho fue al antiguo Palacio de Gobierno y dejó una Biblia y una carta simbólica que renunciaba a Morales. Camacho declaró: "No voy con armas, voy con mi fe y mi esperanza; con una Biblia en mi mano derecha y su carta de renuncia en mi mano izquierda". Se grabó a un pastor que estaba presente diciendo que "la Biblia ha vuelto a entrar en el palacio. La Pachamama nunca volverá".

### Postulación presidencial
Presentó su renuncia al cargo de presidente del comité cívico de Santa Cruz, para presentarse como candidato a la presidencia de Bolivia. Luego de aseverar: "No soy ni seré candidato" y "¡Me da asco ver los intereses personales por encima de una nación!", lo que causó muchas críticas en su coherencia como persona. El 24 de enero de 2020, en un acto realizado en el hotel Europa, de la ciudad de La Paz, Camacho junto al potosino Marco Antonio Pumari presentaron su alianza política denominada «Creemos», misma con la que participaron en las elecciones generales de ese año, coalición conformada por Unidad Cívica Solidaridad y el Partido Demócrata Cristiano, de usual tendencia de ultraderecha.

## Posiciones políticas

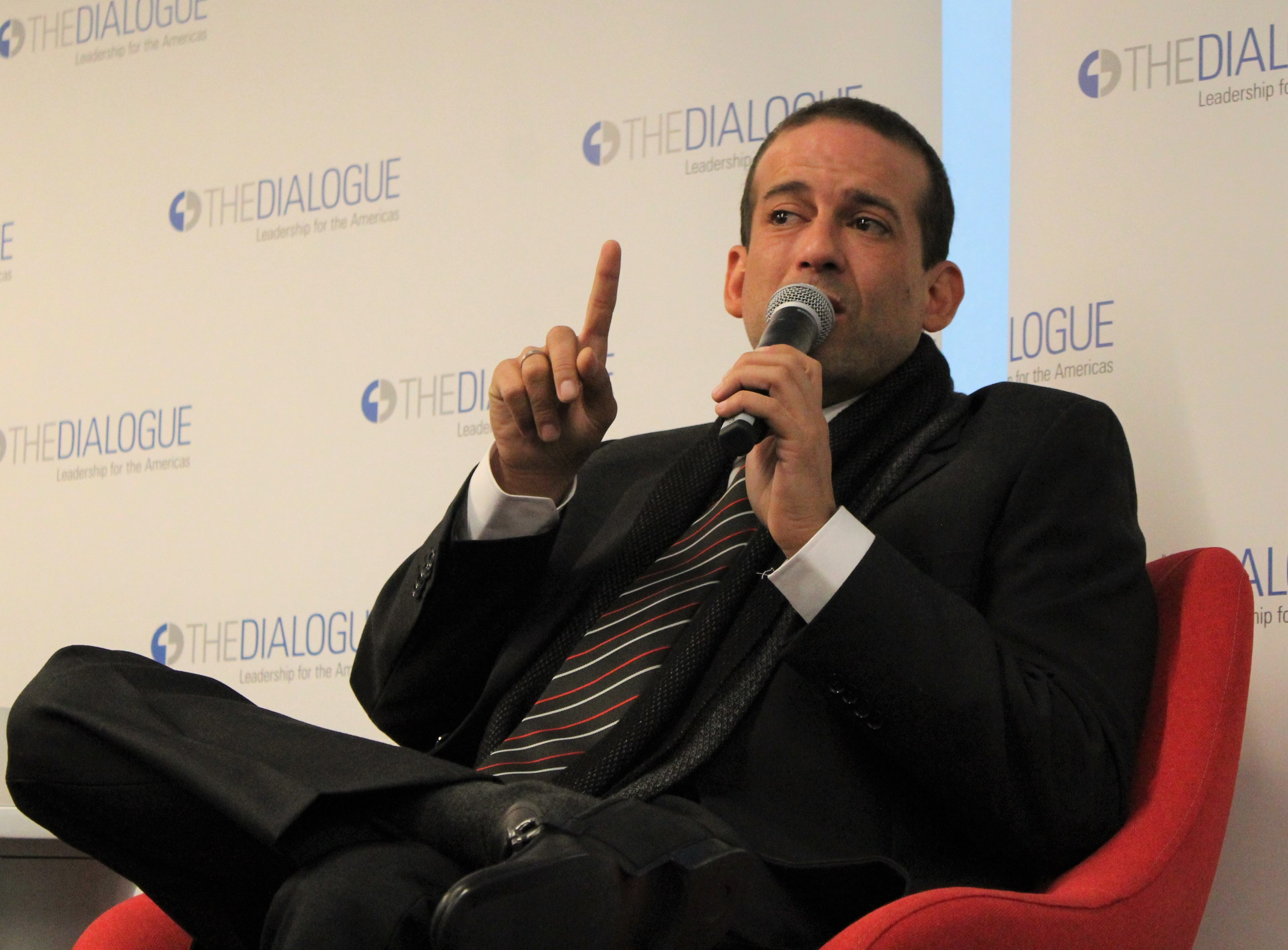
Camacho en 2019.

Se ha señalado su ideario como propio del fundamentalismo cristiano y del ultracatolicismo. Es colocado en la extrema derecha. También ha sido acusado por grupos feministas de «misógino». Sus declaraciones han sido calificadas de «violentas», por supuesta apología del narcotraficante Pablo Escobar, cuando comentó «salvando las diferencias, era sacar la agenda como lo hacía Pablo Escobar, pero solo para anotar los nombres de los traicioneros de este pueblo, porque queremos que el día de mañana vayan presos, pero no por rencor y odio, sino por justicia». Sin embargo, Camacho ha agradecido el apoyo que dice haberle ofrecido los movimientos sindicales, mineros, la policía, las fuerzas armadas, organizaciones sociales en las manifestaciones.

## Controversias

### Federalismo (2021)
El 22 de noviembre de 2021 el gobernador de Santa Cruz Luis Fernando Camacho anunció la socialización y consulta para implementar el modelo federal de Bolivia. 
Esto ocasionó opiniones mixtas de parte de muchos sectores y alcaldes. 
La Central Obrera Boliviana (COB) a fin al partido del gobierno MAS, acusó al gobernador de Santa Cruz de "querer dividir Bolivia" y el alcalde de Cochabamba Manfred Reyes Villa afirmó que el federalismo sería "lo mejor" que le pasará a Bolivia pero aun no es tiempo de discutirlo, primero que se resuelvan los conflictos actuales. 
El alcalde de Santa Cruz, Jhonny Fernández, vio "algo raro" la propuesta de federalismo y que "Hay un conjunto de trabajos que tenemos que hacer para consolidar las autonomías". [cita requerida]

### Vinculación con Panamá Papers
El entonces ministro de comunicaciones de Bolivia, Manuel Canelas, denunció ante la opinión pública, presentando un documento del caso Panamá Papers, en el que se identifica a Camacho como un intermediario en el esquema offshore, lo cual podría haber favorecido al ocultamiento de fortunas, evasión de impuestos y lavado de dinero. Canelas responde que en el documento no se acusa a nadie, y que Camacho aparece mencionado junto con otras personas.

### Nadia Beller
El 26 de noviembre de 2019, se vio a Luis Fernando Camacho y a Marco Antonio Pumari caminando en la ciudad de Potosí junto a la abogada cruceña Nadia Beller quien perteneció a las filas del masismo siendo candidata a diputada plurinominal por el MAS-IPSP en las elecciones nacionales de 2019. Ambos recibieron numerosas críticas de la población boliviana por este contacto. A su vez, Camacho negó toda relación de vinculación con la masista Nadia Beller. En noviembre de 2020, Beller en una entrevista contó que ella era infiltrada de Luis Fernando Camacho dentro del MAS, describiendo los actos que realizaba y filtrándo llamadas con los dirigentes masistas a Camacho.

### Filtración de audio de Marco Pumari en 2019
Un audio filtrado develó que Marco Pumari realizó una petición de 250.000 dólares y el control de dos aduanas a Luis Fernando Camacho, a cambio de ser compañero de fórmula en las elecciones generales. Posterior, durante una entrevista realizada por Fernando del Rincón en CNN en español, se demostró que Luis Fernando Camacho filtró premeditadamente el audio en el que se develó la petición de Pumari, esto no impidió que Pumari acompañe a Luis Fernando Camacho a la postulación para las elecciones generales.

### Filtración de video en reunión privada con la prensa 2019
El 28 de diciembre de 2019, un video filtrado muestra a Luis Fernando Camacho, reunido con hombres de confianza y algunos representantes de la prensa y medios de comunicación Boliviana:
"Fue mi padre, quien cerro con los militares, para que no salgan; por esa razón, la persona que fue a hablar con ellos y a coordinar todo fue Fernando López, actual Ministro de defensa, por eso él está de ministro, para cumplirle los compromisos" 
En el mismo video Camacho insta a los representante de la prensa colaborar con las movilizaciones, no mostrando noticias e información que pueda afectar la movilización de los 21 días, haciendo referencia a los hechos violentos que se dieron en localidades como Sacaba y Senkata.

## Detención

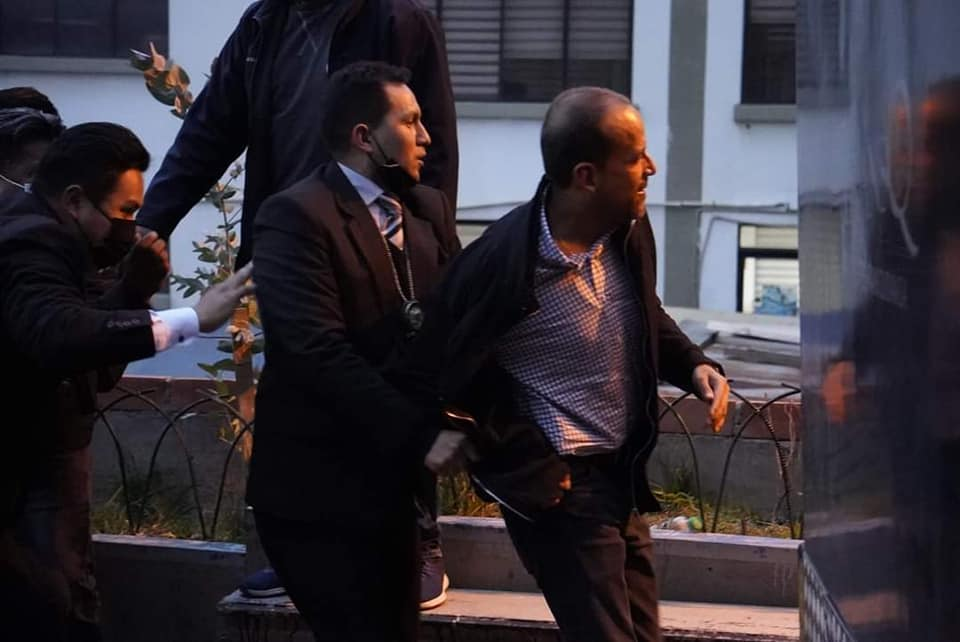
Camacho durante su detención.

El 28 de diciembre de 2022 Camacho fue detenido frente a su domicilio por la Policía Nacional de Bolivia y trasladado al Aeropuerto Internacional Viru Viru, para luego ser trasladado a La Paz. Al relatar el incidente a la UNITEL, Graciela Ortiz, asistente personal de Camacho, dijo que ella y el gobernador manejaban hacia su casa después de un almuerzo cuando su vehículo fue interceptado por camionetas policiales. Ortiz afirma que sin presentar orden judicial:
“lo tiraron al suelo, le gritaron, otro lo esposaron, lo levantaron y se lo llevaron. Tenía miedo porque teníamos miedo de que nos mataran”.
Natalia Ibáñez, prima de Camacho, agregó que “ellos (los policías]) no le pidieron que saliera, rompieron las ventanas (del auto y) sometieron a 2 guardias”. Se difundió un video del arresto de Camacho compartido por los medios de comunicación locales que corroboró partes de esto, mostrando al gobernador esposado al costado de la carretera con las ventanas rotas en su automóvil.

### Reacciones

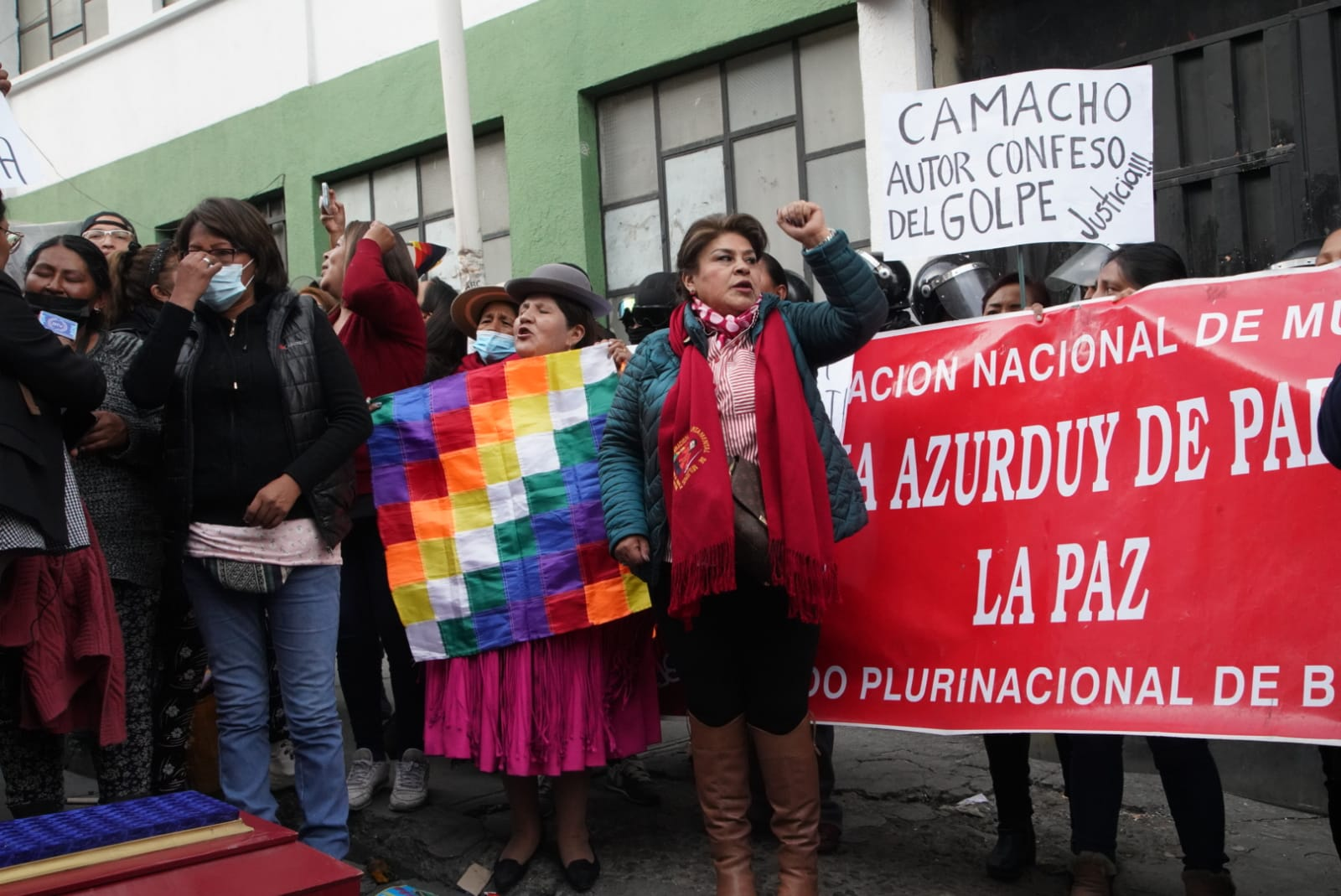
Familiares de las víctimas y heridos de Senkata, Sacaba y Huallani instalan vigilia en puertas de la FELCC de La Paz y piden cárcel para Camacho por el caso Golpe de Estado I.

El ministro de Gobierno, Eduardo del Castillo, realizó el anuncio de su detención y la Fiscalía General de Bolivia informó que esta se produjo a raíz de las investigaciones vinculadas al caso conocido como "Golpe de Estado I". Este caso refiere a las denuncias por el presunto delito de "terrorismo de estado" imputado a Camacho por su accionar en el marco de la crisis política en Bolivia de 2019.

No obstante, la decisión de detener a un gobernador en ejercicio fue recibida con una rápida y dura condena por parte de los miembros de la oposición. El expresidente Carlos Mesa denuncio que:
“Este secuestro violento e ilegal del gobernador Camacho es indignante. Viola principios constitucionales y de derechos humanos”, denunció el expresidente Carlos Mesa. 
Mientras Iván Arias, alcalde de La Paz ante lo sucedido expreso: “Qué manera de derramar odio y venganza sobre la situación política del país”.

### Protestas

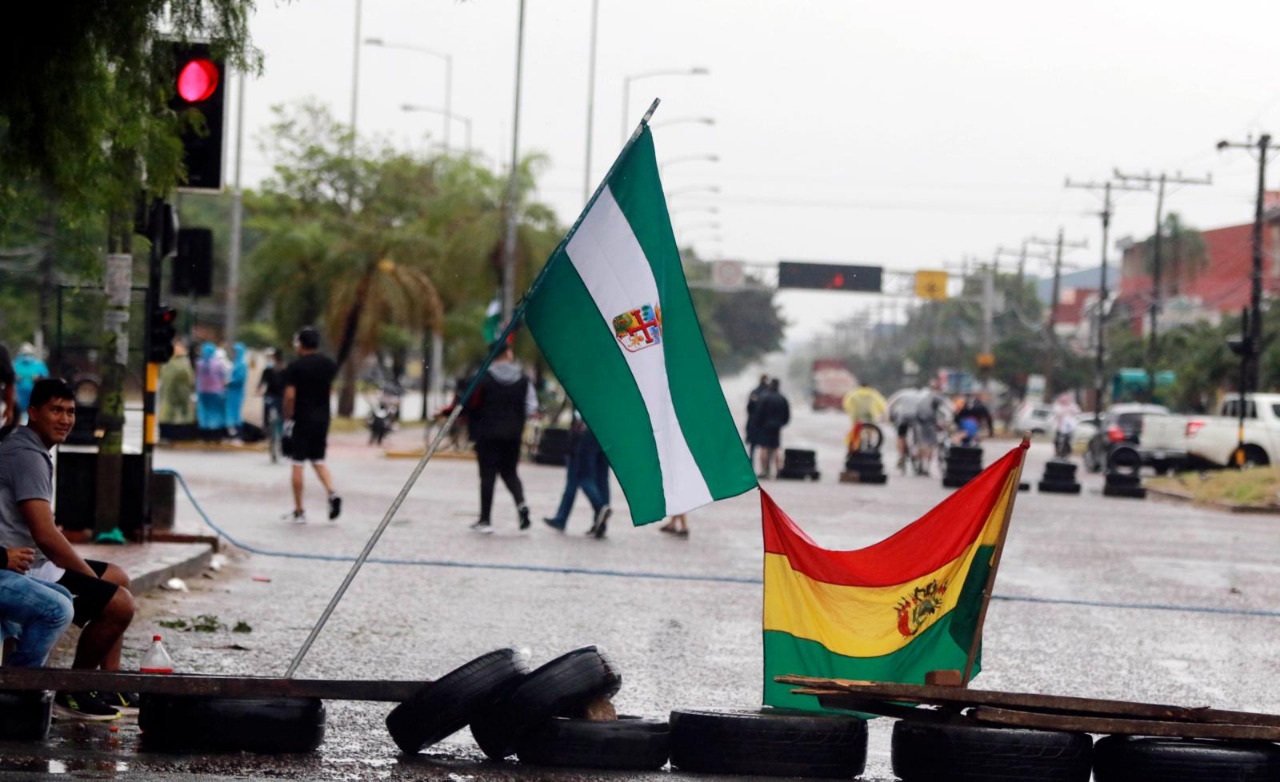
Protestas en Santa Cruz por la detención de Camacho.

Seguidores de Luis Camacho denunciaron que éste había sido víctima de un secuestro. Poco después, adherentes y legisladores de su partido comenzaron una serie de acciones que incluyeron el ingreso a la pista y las oficinas de los aeropuertos de Viru Viru y El Trompillo, en un intento de impedir que Camacho fuera trasladado a La Paz. Posteriormente las protestas se extendieron a las sedes del Comando de la Policía de Santa Cruz de la Sierra y la Fiscalía Departamental. Se registraron enfrentamientos entre los agentes policiales y los manifestantes y el incendio de 6 oficinas públicas y una treintena de vehículos.
Los manifestantes iniciaron bloqueos de carreteras y bloqueos a lo largo de carreteras y calles, tanto en las provincias como en la capital. Una Asamblea de emergencia de Cruceñidad fue convocada por el Comité Cívico de Santa Cruz en la tarde del 29 de diciembre. En él destacados líderes cívicos determinaron realizar un paro de 24 horas al día siguiente, medida que incluía el cierre de todos los pasos fronterizos para evitar "futuros secuestros". El paro de un día en Santa Cruz de la Sierra se desarrolló relativamente pacíficamente hasta las últimas horas del 30 de diciembre, cuando jóvenes de la manifestación que intentaban llegar al Departamento de Policía se enfrentaron con agentes del orden cerca del monumento al Cristo Redentor en el centro de la ciudad. Los manifestantes quemaron neumáticos y lanzaron petardos, mientras que unos 200 efectivos policiales utilizaron gases lacrimógenos para proteger su sede.